# The Pentagon Papers
The Pentagon Papers is een Amerikaanse televisiefilm uit 2003, geregisseerd door Rod Holcomb. De hoofdrollen worden vertolkt door James Spader, Claire Forlani en Paul Giamatti.

## Verhaal
Het verhaal is gebaseerd op de onthulling van de Pentagon Papers, geheime documenten over de Vietnam-oorlog.
Als Daniel Ellsberg tot de ontdekking komt dat het Amerikaanse volk wordt voorgelogen, staat hij voor een enorm dilemma: het openbaar maken, of het verzwijgen in het belang van de nationale veiligheid.

## Rolbezetting
- James Spader - Daniel Ellsberg
- Claire Forlani - Patricia Marx
- Paul Giamatti - Anthony Russo
- Alan Arkin - Harry Rowen
- Kenneth Welsh - John McNaughon
- Maria del Mar - Carol Ellsberg
- Sean McCann - John Mitchell
- James Downing - H.R. Haldeman
- Richard Fitzpatrick - John Ehrlichman
- Jonas Chernick - Neil Sheehan
- Amy Price-Francis - Jan Butler
- Aaron Ashmore - Randy Kehler
- George R. Robertson - Senator Fulbright
- Robert Seeliger - FBI-agent
- Roland Rothchild - FBI-agent
- Damir Andrei - Leonard Boodin
- Carl Marotte - Charles Nesson
- David Fox - Rechter W. Matthew Bryne
- Neville Edwards - Schout
- Matt Cooke - Medewerker
- Jonathan Higgins - Legerofficier
- Owen Rilan - Cororra
- Sharon McFarlane - Charlotte
- Daneen Boone - Blonde op Russo's
- Judah Katz - Procureur
- Bruce Gooch - Hoogste Maarschalk
- Mark Benesh - Leonard Compson III
- Martin Roach - Sgt. Watson
- Troy Blendell - Marineradioman
- Amy Troung - Vietnamese Vrouw
- Kris Saric - Marinekapitein in bar
- Derek Murchie - Luchtofficer in bar